# ЖНБЛ в сезоне 1998/1999
Сезон ЖНБЛ 1998/1999 — 19-й сезон женской национальной баскетбольной лиги (ЖНБЛ), по окончании которого чемпионом, в первый раз, стала команда «Австралийского института спорта».
В регулярном чемпионате приняло участие восемь команд, на одну меньше, чем в прошлом, так как в межсезонье, в марте 1998 года, была ликвидирована команда «Брисбен Блэйзерс». Регулярный чемпионат в этом сезоне начался 9 октября, а закончился 21 февраля, MVP которого была признана центровая клуба «Австралийского института спорта (АИС)», Лорен Джексон. Наставник клуба «АИС», Фил Браун, был признан тренером года, Кейтлин Райан из команды «Данденонг Рейнджерс» — новичком года. Официально сезон 1998/1999 годов завершился 13 марта, когда команда «АИС» обыграла в финальном матче клуб «Перт Брейкерс» со счётом 88:79, а MVP финала была признана защитник «АИС» Кристен Вил.

## Регулярный чемпионат
И = Игр, В = Выигрышей, П = Поражений, П% = Процент выигранных матчей
| Регулярный сезон |                               |    |    |    |      |
| #                | Команда                       | И  | В  | П  | П%   |
| 1                | Австралийский институт спорта | 21 | 16 | 5  | 76,2 |
| 2                | Перт Брейкерс                 | 21 | 14 | 7  | 66,7 |
| 3                | Аделаида Лайтнинг             | 21 | 12 | 9  | 57,1 |
| 4                | Мельбурн Тайгерс              | 21 | 11 | 10 | 52,4 |
| 5                | Буллин Бумерс                 | 21 | 11 | 10 | 52,4 |
| 6                | Сидней Флэймз                 | 21 | 10 | 11 | 47,6 |
| 7                | Данденонг Рейнджерс           | 21 | 6  | 15 | 28,6 |
| 8                | Канберра Кэпиталз             | 21 | 4  | 17 | 19,0 |

## Финалы
| Полуфиналы      | Полуфиналы                    | Полуфиналы |  |          | Предварительный финал | Предварительный финал    | Предварительный финал    |                          |                           | Большой финал                 | Большой финал             | Большой финал |
| --------------- | ----------------------------- | ---------- |  | -------- | --------------------- | ------------------------ | ------------------------ | ------------------------ | ------------------------- | ----------------------------- | ------------------------- | ------------- |
|                 |                               |            |  |          |                       |                          |                          |                          |                           |                               |                           |               |
| 26 февраля 1999 |                               |            |  |          |                       |                          |                          |                          |                           |                               |                           |               |
| 1               | Австралийский институт спорта | 81         |  |          |                       |                          |                          |                          |                           |                               |                           |               |
| 2               | Перт Брейкерс                 | 62         |  |          |                       |                          |                          |                          |                           |                               |                           |               |
|                 |                               |            |  |          | 5 марта 1999          | 5 марта 1999             | 5 марта 1999             |                          | 13 марта 1999             | 13 марта 1999                 |                           |               |
|                 |                               |            |  |          | 2                     | Перт Брейкерс            | 67                       |                          | 1                         | Австралийский институт спорта | 88                        |               |
|                 |                               |            |  |          | 3                     | Аделаида Лайтнинг        | 46                       |                          |                           | 2                             | Перт Брейкерс             | 79            |
| 26 февраля 1999 |                               |            |  |          |                       |                          |                          |                          |                           |                               |                           |               |
| 3               | Аделаида Лайтнинг             | 63         |  |          |                       |                          |                          |                          |                           |                               |                           |               |
| 4               | Мельбурн Тайгерс              | 54         |  | Легенда: | Легенда:              | Посев победившей команды | Посев победившей команды | Посев победившей команды | Посев проигравшей команды | Посев проигравшей команды     | Посев проигравшей команды |               |

## Лидеры сезона по средним показателям за игру
| Показатель                       | Игрок           | Команда           | Всего   | Игры | В среднем |
| -------------------------------- | --------------- | ----------------- | ------- | ---- | --------- |
| Очков в среднем за игру          | Лорен Джексон   | АИС               | 463     | 20   | 23,2      |
| Подборов в среднем за игру       | Лорен Джексон   | АИС               | 238     | 20   | 11,9      |
| Передач в среднем за игру        | Кристен Вил     | АИС               | 112     | 17   | 6,6       |
| Перехватов в среднем за игру     | Талли Бевилаква | Перт Брейкерс     | 48      | 20   | 2,4       |
| Блок-шотов в среднем за игру     | Дженни Уиттл    | Перт Брейкерс     | 53      | 21   | 2,5       |
| Процент точных бросков с игры    | Лорен Джексон   | АИС               | 192/355 | 20   | 54,1      |
| Процент точных 3-очковых бросков | Рохани Кокс     | Перт Брейкерс     | 13/31   | 21   | 41,9      |
| Процент точных штрафных бросков  | Шелли Сэнди     | Канберра Кэпиталз | 72/86   | 21   | 83,7      |

## Награды по итогом сезона
- Самый ценный игрок женской НБЛ: Лорен Джексон, Австралийский институт спорта
- Самый ценный игрок финала женской НБЛ: Кристен Вил, Австралийский институт спорта
- Новичок года женской НБЛ: Кейтлин Райан, Данденонг Рейнджерс
- Лучший оборонительный игрок женской НБЛ: Эмили Макинерни, Мельбурн Тайгерс
- Лучший снайпер женской НБЛ: Лорен Джексон, Австралийский институт спорта
- Тренер года женской НБЛ: Фил Браун, Австралийский институт спорта

- Сборная всех звёзд женской НБЛ:
  - З Кристи Харроуэр (Мельбурн Тайгерс)
  - З Шелли Сэнди (Канберра Кэпиталз)
  - Ф Джина Стивенс (Перт Брейкерс)
  - Ф Рэйчел Спорн (Аделаида Лайтнинг)
  - Ц Лорен Джексон (Австралийский институт спорта)